# ميخائيل دوغال بيل
ميخائيل دوغال بيل هو دبلوماسي كندي، ولد في 10 سبتمبر 1943 في وندسور في كندا، وتوفي في 24 أغسطس 2017.